# Szentmiklósi Márton
Szentmiklósi Márton, 1897-ig Kajuch (Verbic, 1866. március 19. – Budapest, 1932. október 30.) jogász, egyetemi tanár.

## Életútja
Kajuch Márton és Detrich Gizella fia. Középiskoláit és a jogot Budapesten végezte, 1889-ben jogi doktor lett; 1891-ben a budapesti királyi ítélőtáblán joggyakornok volt. 1892-ben Németországba ment, ahol a lipcsei és göttingeni egyetemen római jogot hallgatott. 1893-ban a budapesti egyetemen a római jog magántanára lett; ugyanazon évben fogalmazóvá nevezték ki az igazságügyi minisztériumba. 1894 szeptembere 1894 és 1932 között a budapesti egyetemen a római jog tanára, 1902-ben nyilvános rendes tanára volt, majd Schwarz Gusztáv római jogi tanszékének megüresedésével kerül annak helyére. 1932-ben, Budapesten érte a halál.

## Munkássága
Irodalmi munkásságában a római jogra épülő német pandektisztika (pandektatudomány) híve.

## Főbb művei
- Az exceptio doli a régi és a mai római jogban (Budapest, 1892)
- A római jog institutiói (Budapest, 1896)